# Combretum sericeum
Combretum sericeum là một loài thực vật có hoa trong họ Trâm bầu. Loài này được George Don (1798-1856) mô tả khoa học đầu tiên năm 1824.

## Phân bố
Loài này là bản địa châu Phi nhiệt đới, bao gồm Angola, Benin, Botswana, Bờ Biển Ngà, Burkina, Cameroon, Chad, Cộng hòa Dân chủ Congo, Cộng hòa Trung Phi, Ghana, Guinea, Malawi, Mali, Namibia, Nam Sudan, Nigeria, Sierra Leone, Sudan, Tanzania, Zambia, Zimbabwe.

## Lưu ý
Danh pháp Combretum sericeum được C. B. Clarke dẫn Nathaniel Wallich khi đề cập tới Calycopteris floribunda  trong The Flora of British India là đồng nghĩa của Getonia floribunda - loài có ở Nam Á và Đông Nam Á.